# MiR-130

miR-130（英語：miR-130 microRNA）是一类脊椎动物特有的miRNA，最初在小鼠基因组中，后在人类基因组中发现同源物，包括miR-130a和miR-130b。miR-130在多个肝細胞癌细胞系中高表达。